# Nordeuropa

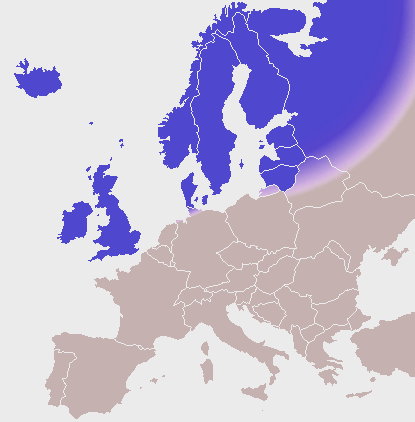
Karta som avgränsar Nordeuropa.

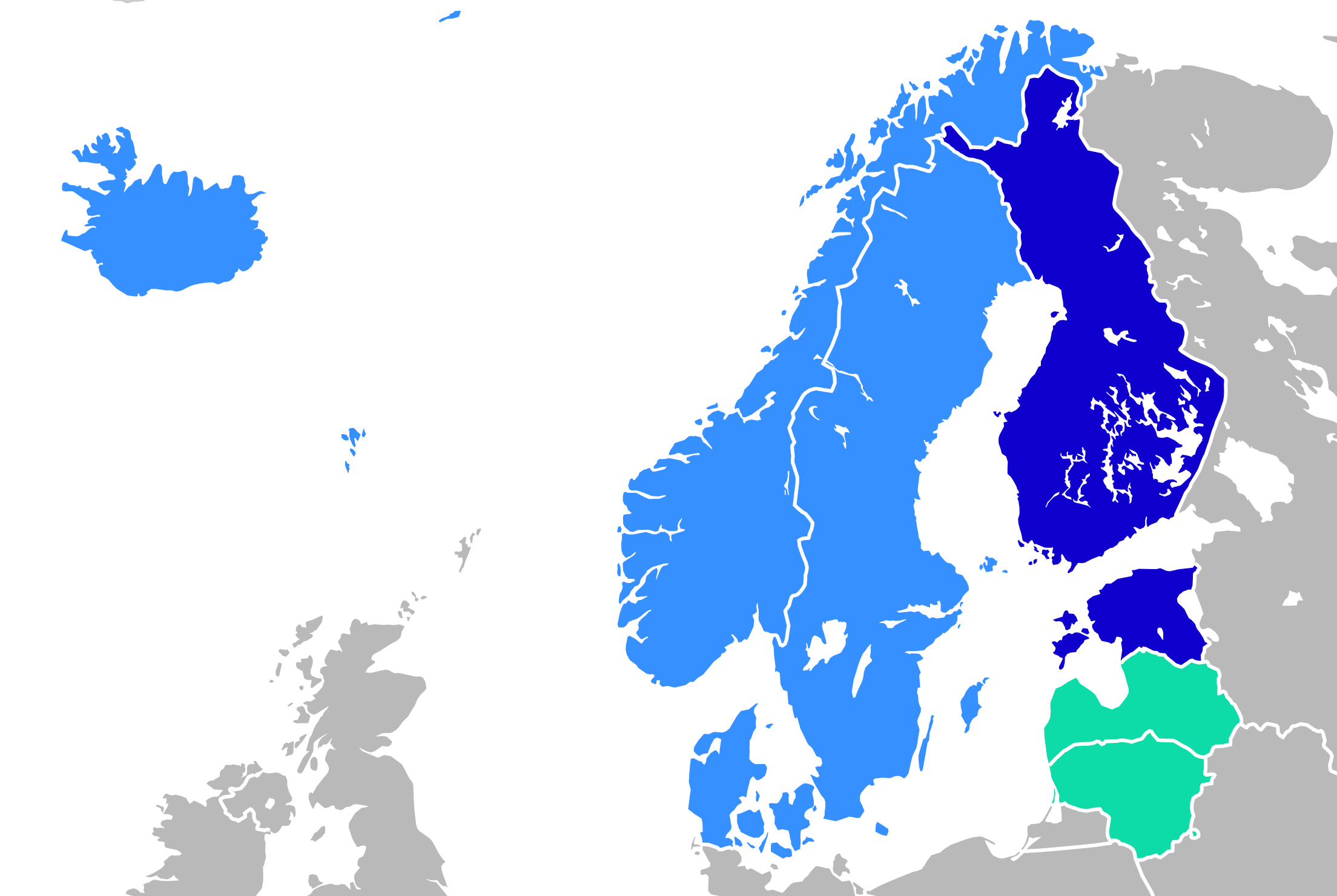
Språkgrupper i området
Nordiska språk (Island och Skandinavien)
Östersjöfinska språk (Finland, Estland)
Baltiska språk (Lettland, Litauen)

Nordeuropa är den del av Europa som anses ligga norr om Centraleuropa. Vilka länder som räknas till Nordeuropa kan variera.
Enligt FN räknas följande områden in i Nordeuropa (en. Northern Europe):
- Danmark, inklusive
  -  Färöarna
- Estland
- Finland, inklusive
  -  Åland
- Island
- Irland
- Lettland
- Litauen
- Norge, inklusive
  - Svalbard och Jan Mayen
- Sverige
- Storbritannien, inklusive
  -  Isle of Man
  -  Jersey
  -  Guernsey
  -  Alderney
  -  Sark

Utöver Norden, Baltikum, Storbritannien och Irland kan Nordeuropa ibland omfatta den norra delen av europeiska Ryssland, som annars hör till Östeuropa. Grönland är politiskt nära knutet till Nordeuropa, men geografiskt hör det till Nordamerika.

## Geografi
Nordeuropa består av olika landskap. Den norra delen, Skandinaviska halvön, består främst av barrskog och större hedar. Mitt på halvön utgör bergskedjan Skanderna gräns mellan Sverige, Norge och Finland med flera höga bergstoppar på över 2000 meter. Den sydliga delen, Danmark och Skåne, består till stor del av öppna slätter och lövskog.